# Henry Darger
Henry  Darger est un écrivain et peintre américain, né le 12 avril 1892 à Chicago et mort dans la même ville le 13 avril 1973.
Sa principale œuvre, composée tout au long de sa vie de solitude, est un récit épique illustré de 15 143 pages appelé The Story of the Vivian Girls, in What is known as the Realms of the Unreal, of the Glandeco-Angelinnian War Storm, Caused by the Child Slave Rebellion. Il y raconte la violente guerre entre les Angéliques et les Hormonaux. Plus de 300 compositions (aquarelle, dessins, collages) l'accompagnent et le complètent, donnant naissance à une œuvre graphique unique et originale, proche de l'art brut ou de l'art outsider.

## Biographie
Henry Joseph Darger, Jr. voit le jour le 12 avril 1892. Sa mère meurt lorsqu'il a quatre ans.
Du témoignage même de Darger, il fut bien traité par son père avec lequel il vécut jusqu'en 1900. Dans les temps précédant sa mort, ce dernier était trop faible pour s'occuper de son fils qui est pris en charge par l'établissement catholique qu'il fréquentait alors. Son comportement perturbe ses camarades qui ne tardent pas à le traiter de fou. Il parle seul, de manière irrépressible et inopinée. Il est probablement affecté par le syndrome Gilles de la Tourette. Persuadé d'avoir un don lui permettant de savoir quand les adultes lui mentent, il se montre très rétif à toute forme d'autorité. Sa pratique ponctuelle mais récurrente de l'onanisme en public (self-abuse comme le diagnostiquent pudiquement les docteurs qui l'examinent) finira par le faire interner en 1905. Il séjournera plus de sept ans à l'Institut Lincoln (Illinois), réputé pour la sévérité des traitements que les internés y reçoivent. Il tenta de s’en évader à plusieurs reprises. C'est lors d'une de ces fugues, en 1908, qu'il est témoin d'une puissante tornade qui ravage alors le comté de Brown dans l'Illinois. Ce cataclysme laisse des traces prégnantes dans l’imaginaire de Darger comme en témoigne le motif récurrent de la tempête à l’intérieur de ses tableaux.
À 16 ans, lors de sa troisième tentative d'évasion, il parvient à regagner Chicago. Il y trouve l'aide et le réconfort de sa marraine. Elle lui trouve un emploi de portier dans un hôpital catholique où il travaillera jusqu'à sa retraite, en 1963. Il commence alors à régler sa vie selon un emploi du temps immuable. Catholique dévot, il assiste à la messe jusqu'à cinq fois par jour. Il collectionne et amasse des détritus de toutes sortes (jouets, figurines religieuses, images de saints, chaussures, pelotes de ficelles, magazines et bandes dessinées). Il consignait quotidiennement, dans un journal, l'état de l'atmosphère et les erreurs commises par les météorologues dans leurs prévisions. Cette vie de réclusion et de solitude est à peine infléchie par la seule amitié qu'on lui ait jamais connue et qui le lie à William Scholder. Tous deux s'investissent dans des œuvres de charité destinées aux enfants abandonnés ou maltraités. Scholder décède en 1959.
De 1930 à 1973, Darger occupe la même chambre à Chicago, au 851 W Webster Avenue, non loin du Lincoln Center Park, dans le quartier de North Side. C'est là qu'il se consacre secrètement à l'écriture et à la peinture. Personne ne sait combien de temps lui ont demandé la composition de son œuvre. Outre les royaumes de l'irréel, il a rédigé son autobiographie (L'Histoire de ma vie, 5 084 pages). Ce n’est qu’après sa mort que l’œuvre à laquelle il avait travaillé toute sa vie fut découverte. En 1973, Nathan et Kiyoko Lerner, les propriétaires de l’appartement loué par Darger, mettent au jour les réalisations de l’artiste. Lerner est un photographe accompli et reconnu, ayant notamment travaillé pour le New York Times. Il perçoit immédiatement l'intérêt du travail de son locataire et se charge de créer une fondation destinée à mettre ce fonds en valeur. Il aidera beaucoup à la réalisation du documentaire de Jessica Yu sur la vie et l'œuvre de Darger.
Henry Darger est inhumé au cimetière All Saints de Des Plaines (Illinois), dans le carré réservé aux personnes âgées des petites sœurs des pauvres. Sur sa pierre tombale, il est décrit comme un artiste et un « protecteur des enfants ».

## Œuvre
Son œuvre raconte les aventures des filles de Robert Vivian, les sept princesses du royaume Abbieannia. Celles-ci sont en proie aux attaques répétées et violentes du diabolique John Manley. À la tête du domaine de Glandelia, il menace de réduire en esclavage tous les enfants d'Abbienne. Les sept sœurs sont à la tête d'une rébellion acharnée, aidées par leurs légions de fillettes prêtes à en découdre. Parmi ces vaillantes petites filles, le lecteur retrouve de géantes créatures aux ailes de papillons, les blengins. Leur corps couverts d'écailles se terminent en queues pointues. Le reste du bataillon se compose de jeunes filles prépubères, souvent nues et pourvues d'organes génitaux masculins. Nombre d'entre elles sont sacrifiées à la barbarie des hommes en uniformes de Manley. Elles sont souvent éviscérées, étranglées ou pendues. Toutes ces aventures se déroulent sur une vaste planète autour de laquelle gravite la Terre, à la façon d'une lune. Elle est peuplée de chrétiens, la plupart catholiques.
Son écriture est directe. Les descriptions les plus crues peuvent aller jusqu'à laisser entendre au lecteur les rires forcés des fillettes se transformer en cris de souffrance. Son style comporte également de nombreux emprunts fleuris à la littérature victorienne.
Ses capacités de dessinateur étant limitées, Darger s'inspire des comics américains (Miss Muffet, Donald Duck ou Little Annie Rooney) et les copie. Il les découpe, les fait agrandir et démultiplier au rayon photographie du bazar local. Une fois muni d'une infinité de formats, il les décalque pour former des compositions souvent très complexes, pourvues de nombreux plans. Il montre ensuite l'étendue de son talent de coloriste. Il manie aisément les contrastes, sachant rehausser des palettes de tons fades, à certains endroits, par des couleurs éclatantes, des rouges sang ou des jaunes vifs.

Au début uniquement considérée par le prisme de l'art brut, l'œuvre de Darger quitte progressivement son statut marginal : 

« Sa complexité thématique, sa sophistication technique et son amplitude narrative ont été mieux comprises. Elle occupe désormais une place singulière parmi les œuvres visionnaires les plus novatrices et les plus profondément personnelles du XXe siècle. »

## Musées et expositions
L’œuvre de Henry Darger est répartie entre différents musées, majoritairement nord-américains, notamment l'American Folk Art Museum et le MoMA de New York, l'Art Institute of Chicago, ainsi que le LaM de Villeneuve-d'Ascq et la Collection de l'art brut de Lausanne. À la suite d’un don exceptionnel de la succession de l’artiste, 45 œuvres de Henry Darger ont rejoint la collection du Musée d’art moderne de la ville de Paris en 2012 et 2013
Elle a fait l'objet d'expositions monographiques à Paris à  La Maison rouge en  2006 et au Musée d’art moderne de la ville de Paris en 2015.
Actuellement plusieurs de ses aquarelles et de ses collages sont exposés au musée d'Art Moderne et Contemporain de la ville de Saint-Etienne (MAMC+) au sein de l'exposition "l'énigme autodidacte" jusqu'en avril 2022. 

## Publication
- L'Histoire de ma vie, traduit de l'anglais par Anne-Sylvie Homassel, éditions Aux Forges de Vulcain, 2014.

## Hommages et inspirations
Le roman American Gothic de Xavier Mauméjean, publié en 2013, est largement inspiré de la vie d'Henry Darger.
Philippe Cohen Solal, en duo avec Mike Lindsay, s'inspire de l'œuvre de l'artiste pour un EP intitulé Henry J. Darger en 2016, puis pour l'album Outsider en 2021 (reprenant du contenu de l'EP).
En hommage à son œuvre, le groupe français Indochine compose une chanson simplement intitulée Henry Darger, présente sur l'album 13 paru en 2017. L'esthétique de l'album est par ailleurs inspirée entre autres des tableaux du peintre.

#### En français
- Edward Madrid Gomez, Henry Darger : une vie et un art d'exception, in Bruit et fureur : l'œuvre de Henry Darger, catalogue d'exposition à la Maison Rouge, Andrew Edlin Edition, New York/Paris, 2006.
- Bernard Bourrit, Henry Darger : espace mouvant, in La Part de l'œil no 20, Bruxelles, 2005, p. 252-259.
- John MacGregor, Henry J. Darger : Dans les royaumes de l’irréel, collection de l’Art Brut, Lausanne/Galleria Gottardo, Lugano, 1997.
- Henry Darger 1892-1973 catalogue d'exposition au Musée d'art moderne de la ville de Paris, Éditions Paris Musées, Paris, 2015.
- Xavier Mauméjean, L'invention d'Henry Darger, thèse de doctorat en Littératures comparées, Valenciennes, 2019.
- Xavier Mauméjean, Henry Darger, biographie et essais, Editions Les Forges de Vulcain, Paris, 2020.

#### En anglais
- C.L. Morrison, The Old Man in the Polka-Dotted Dress: Looking for Henry Darger, 2005.
- John MacGregor, In The Realms of the Unreal. Delano Greenidge Éditions: New York, 2002.
- Brooke Davis Anderson, Darger: The Henry Darger Collection at the American Folk Art Museum, Harry N. Abrams, New York, 2001.
- Michael Bonesteel, Henry Darger: Art and Selected Writings, 2000.

#### Articles
- Françoise Biver et Jean-Marc Scanreigh, « Henry Darger, Lifetime », Artpress no 300, avril 2004.
- (en) Peter Schjeldahl, The New Yorker, 14 janvier 2002, p. 88-89.
- (en) John McGregor, « Henry Darger: Art by adoption », Raw Vision no 13, 1995.

### DVD
- (en) Jessica Yu, avec Larry Pine, In the Realms of the Unreal - The Mystery of Henry Darger, Wellspring Media (In), 2005. Le documentaire associe des scènes réalisées d'après l'aventure épique des Vivian Girls à l'histoire de la vie de Darger, d'après les souvenirs des rares personnes l'ayant connu. Jessica Yu définit l'œuvre de Darger comme « la rencontre d’Alice au pays des merveilles avec l’Ancien Testament ».